# Venezia (película)
Venezia es una película coproducción de Argentina, Francia e Italia filmada en colores dirigida por Rodrigo Guerrero sobre su propio guion que se estrenó el 19 de noviembre de 2019 y que tuvo como actores principales a Margherita Mannino,  Alessandro Bressanello y Paula Lussi.

## Sinopsis
Sofía y Carlos llegan a Venecia en luna de miel, contentos y expectantes. En el hotel, Sofía se da un baño y cuando regresa al dormitorio  encuentra a su esposo muerto en la cama. Obligada a esperar más de 48 horas para poder regresar a su país junto con el cuerpo, Sofía comienza a recorrer Venecia como una sonámbula en un  estado que puede ser tristeza, estupefacción, shock. La ciudad, su gente y sus calles desconocidas generan en ella un intenso deseo de seguir adelante que le hace reconsiderar su regreso a la Argentina.” 

## Reparto
Participaron del filme los siguientes intérpretes:
- Margherita Mannino	…Francesca
- Alessandro Bressanello…Tercer hombre
- Paula Lussi…Sofía

## Comentarios
Juliana Rodríguez en La Voz del Interior escribió:

”Como en otras películas del director Rodrigo Guerrero… Venezia encuentra un camino eminentemente cinematográfico para indagar en la sensibilidad de su personaje, en su búsqueda, y así crear un drama intimista. Allí donde otros ponen diálogos o monólogos, Guerrero apuesta por la calidad interpretativa de su actriz… y las elecciones estéticas de la fotografía…y…elige poner la densidad dramática en su entorno. La decisión de escapar el formato apaisado o panorámico, de usar luz natural y de trabajar en el montaje  las escenas capturadas espontáneamente en la ciudad aciertan en su objetivo. Venecia también puede ser la ciudad más triste del mundo.

Catalina Dlugi en el sitio web El portal de Catalina  opinó:

”Rodrigo Guerrero como director y guionista propone un film aparentemente sencillo para reflejar las dimensiones  y la complejidad de la soledad y el desconsuelo… Un film pensado en cada milímetro para aprovechar y expandir sentimientos y también rebeldías. Profundo y muy bien logrado.

## Premios y nominaciones
Festival Internacional de Cine de Mar del Plata 2019
- Venezia ganadora del Premio La Haye Post.
- Venezia ganadora del Premio Pomenarec al Mejor Sonido de la sección panorama argentino.[3]